# Уралмашзавод
ПАО «Уралмашзавод» (ранее — Уральский завод тяжёлого машиностроения, УЗТМ) — машиностроительное предприятие в Екатеринбурге. Производитель оборудования для металлургии, горнодобывающей промышленности, энергетики.
Завод введён в эксплуатацию в 1933 году. В настоящее время производит оборудование для горнодобывающего комплекса, металлургии, цементной промышленности, энергетической отрасли, подъёмно-транспортное и другое оборудование. Основная продукция — экскаваторы для горнодобывающих предприятий (электрические канатные, шагающие), дробильно-размольное оборудование, шахтные подъёмные машины, тяжёлые мостовые краны, оборудование для АЭС.
С 1996 года входил в состав «Объединённых машиностроительных заводов», с 2007 года — в состав ОАО «Машиностроительная корпорация „Уралмаш“», созданного на базе «Уралмашзавода» и ОРМЕТО-ЮУМЗ. С 2016 года УЗТМ входит в ООО «УК „УЗТМ-КАРТЭКС“», которое является единоличным исполнительным органом на предприятии.

## История

### Довоенные годы

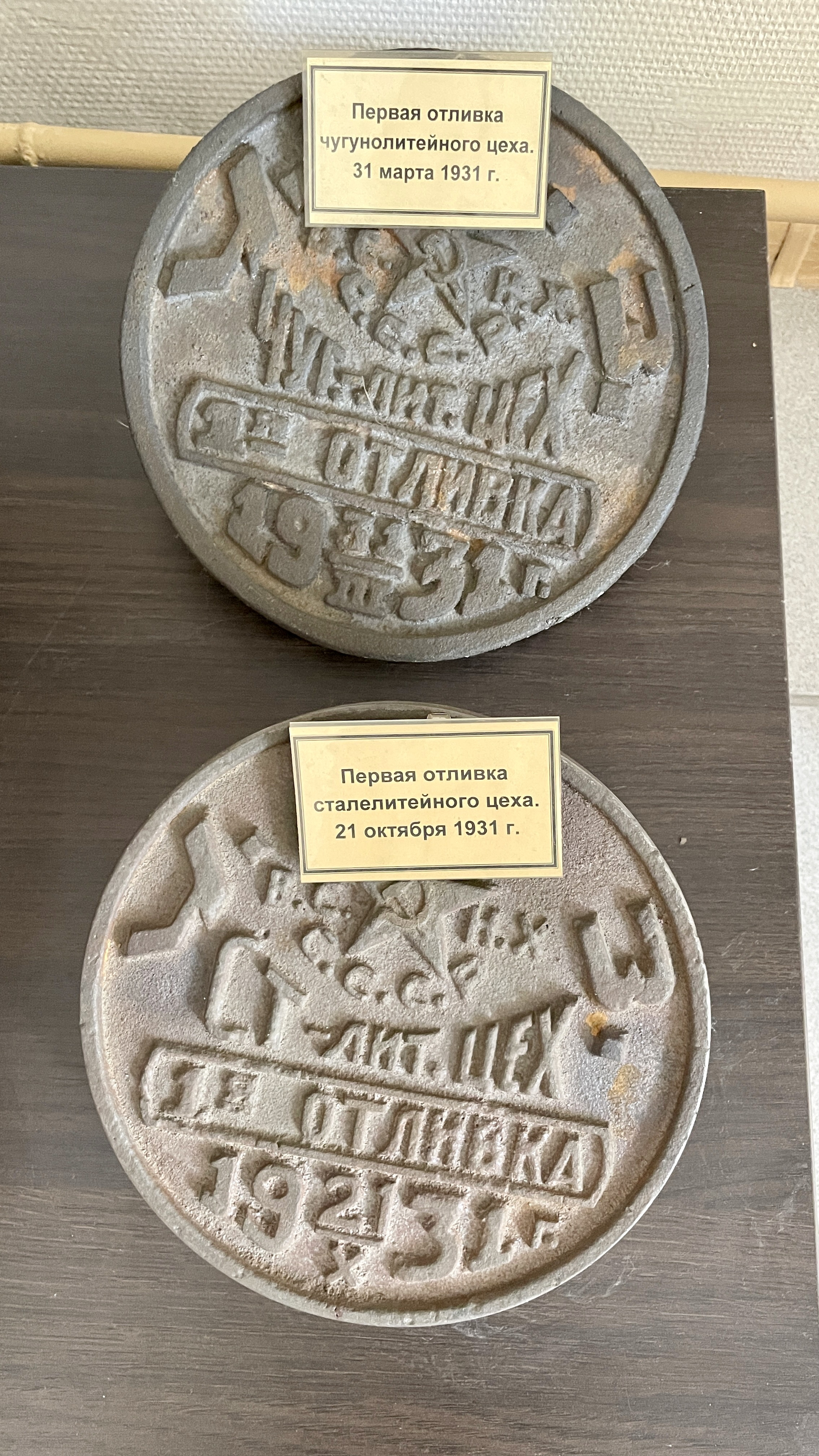
Первые отливки, 1931 год

Модель строящегося литейного цеха в экспозиции музея УЗТМ
В 1928 году ленинградским Государственным институтом по проектированию новых металлозаводов разработан и опубликован проект Уральского машиностроительного завода «для суждения о предварительном проекте». Объём брошюры составил 286 страниц. Приложение к брошюре содержало 12 листов чертежей цехов и карт местности. Особое внимание в проекте было уделено экономическому обоснованию строительства завода. При составлении проекта были учтены успехи западно-европейской и американской техники в области тяжёлого машиностроения. С целью обеспечения снабжения завода высококвалифицированными рабочими и техническим персоналом проект предусматривал создание учебного центра и жилищное строительство в необходимом количестве.
Рабочий проект разрабатывался Уралгипромезом под руководством главного инженера проекта В. Ф. Фидлера. 2 марта 1928 года под руководством А. П. Банникова был создан «Уралмашинострой» — строительное управление, осуществлявшее возведение заводских корпусов и коммуникаций.
Закладка завода состоялась 15 июля 1928 года и была приурочена к 9-й годовщине освобождения Урала от армии Колчака.
Бо́льшая часть заводского оборудования поставлялась иностранными фирмами. Два парогидравлических пресса в кузнечно-прессовом цехе были изготовлены немецкими фирмами «Hydraulik», «Schloemann» и «Wagner»; чугунолитейный цех работал на оборудовании немецкой фирмы Krigar, загрузка шихты осуществлялась кранами английской компании «Sheppard». Электропечи сталелитейного цеха были произведены на заводах компании «AEG», а пескоструйные камеры и пилы — «Mars-Werke». 300 из 337 станков механического цеха № 1 были закуплены за границей. С 1928 по 1941 год на Уралмашзаводе работало 311 иностранных специалистов, из них немцев — 141.
Уральский завод тяжёлого машиностроения начал работу 15 июля 1933 года. Завод специализировался на выпуске экскаваторов, дробилок, доменного и сталеплавильного оборудования, блюмингов, прокатных станов, гидравлических прессов. Оборудование поставлялось на предприятия Урала и Сибири, в том числе на крупнейшие Новокузнецкий и Магнитогорский металлургические комбинаты.
Одновременно с возведением основных цехов завода в 1930-х годах в Свердловске началась застройка соцгорода Уралмаш по проекту П. В. Оранского. Жилые дома проектировали и строились в едином стиле с заводскими корпусами. В 1935 году на территории, ограниченной треугольником улиц Машиностроителей, Кировградской и Красных Борцов, изначально отводившейся под размещение цехов завода, был разбит парк, впоследствии получивший название «Летний сад УЗТМ».
В 1939 году на окраине рабочего посёлка Верх-Нейвинского в Кировградском районе Свердловской области (ныне на территории закрытого города Новоуральска) началось строительство санатория «Уральский машиностроитель» для рабочих УЗТМ. Первые отдыхающие были размещены в санатории в 1941 году. Как санаторий УЗТМ учреждение долго не просуществовало. В связи с началом войны сюда был вывезен Центральный военный клинический санаторий «Архангельское».

### Великая Отечественная война

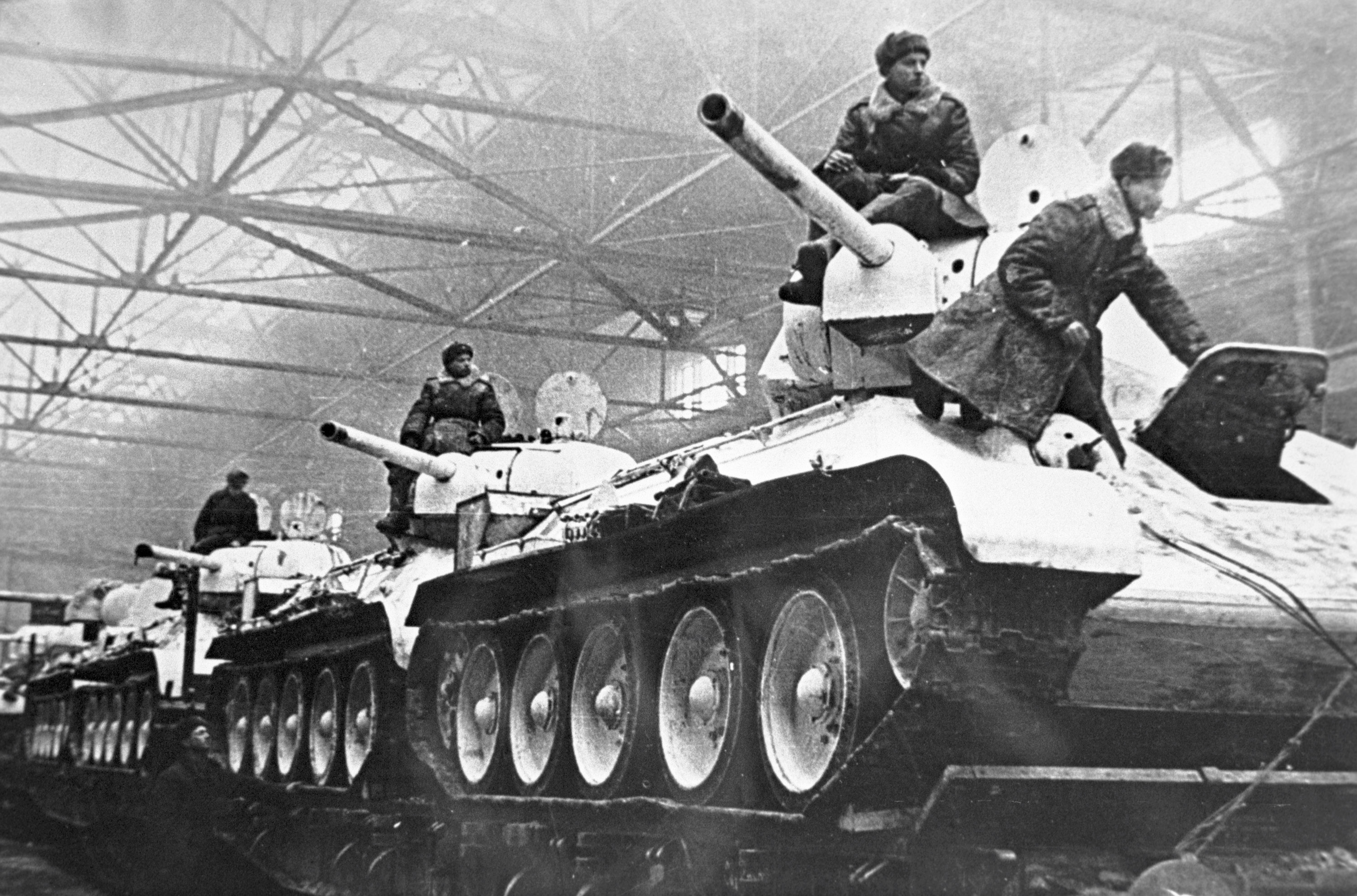
Т-34 на конвейере завода, 1942 год

В годы Великой Отечественной войны предприятие перешло на выпуск продукции оборонного назначения. За годы войны на Уралмаше освоили производство 6 типов корпусов для танков и 12 типов конструкций самоходных артиллерийских установок (САУ). Было изготовлено свыше 19 тысяч бронекорпусов, 30 тысяч полевых и танковых орудий, около 6 тысяч танков и САУ.
Также в годы войны Уралмаш поставлял на другие оборонные предприятия литьё для изготовления танковых двигателей, винты самолётов и корпуса снарядов для реактивных установок.

### Послевоенные годы

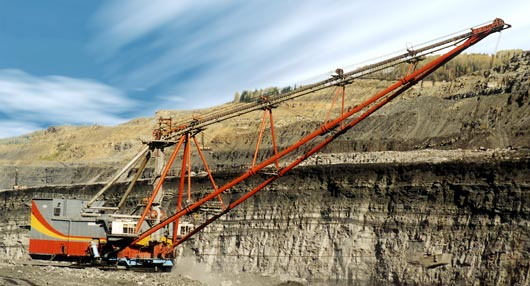
Драглайн на разрезе в Кузбассе

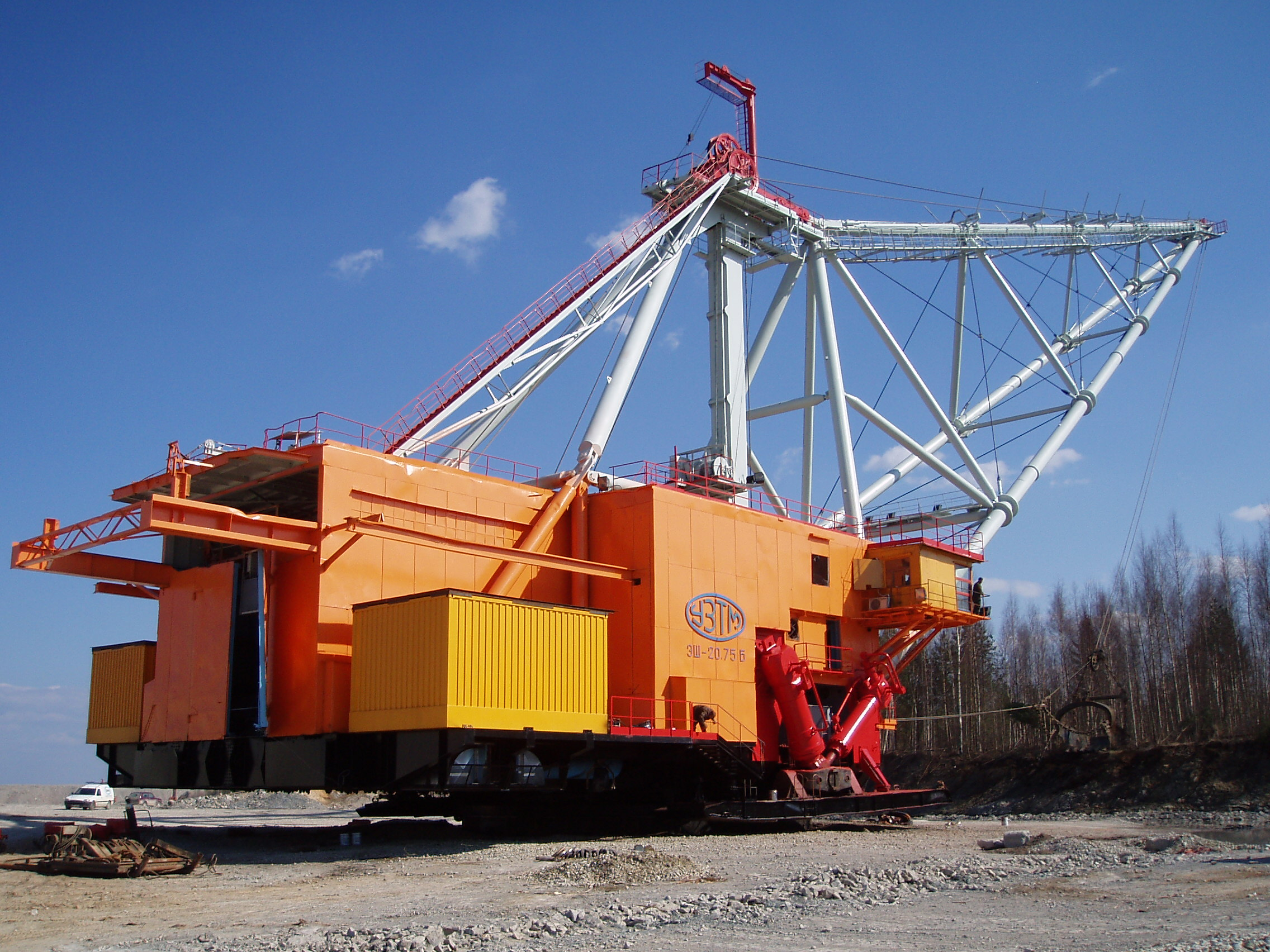
Драглайн модели ЭШ 20.75 Б на Нарвском разрезе горючих сланцев в Эстонии

После войны на заводе прошла масштабная реконструкция и переход на производство гражданской продукции. В 1946 году Уралмаш выпустил последнюю самоходную артиллерийскую установку модификации СУ-100. 8 сентября 1946 года боевую машину установили на постамент в форме скалы — так на территории завода появился памятник в честь подвига уралмашевцев в годы Великой Отечественной войны.
В годы второй пятилетки завод изготовил станы горячей и холодной прокатки для Магнитогорского, Запорожского и Чусовского металлургических комбинатов, оборудование для Московского метрополитена, обогатительных фабрик, экскаваторы и парогидравлические прессы.
В 1947 году завод впервые в мире организовал серийный выпуск карьерных экскаваторов с ковшами ёмкостью 3—5 м³. В 1948 году группе инженеров завода была присуждена Государственная премия СССР. В 1949 году УЗТМ выпускает первый шагающий экскаватор, в 1950 году — первый трубопрокатный стан для бесшовных горячекатаных труб.
В целом за послевоенный период УЗТМ освоил выпуск более 80 новых машин, половина из которых производилась в стране впервые. Все крупные доменные печи СССР оснащались оборудованием, произведённым на УЗТМ.
В 1971 году «Уралмашзавод» вошёл в производственное объединение в качестве головного предприятия ПО «Уралмаш». В состав производственного объединения вошли заводской институт НИИ «Тяжмаш», Верхнепышминский завод металлоконструкций по производству буровых сооружений, завод литья и поковок в Невьянске, завод механосборочного производства в посёлке Буланаш. Чуть позже добавились Свердловский завод бурового и металлургического оборудования и Свердловский завод горноспасательного оборудования.
В 1970-е годы на УЗТМ трудилось 37 тысяч рабочих и несколько тысяч человек инженерно-технического персонала. К 1990 году численность работников завода составляла 35 тысяч человек.

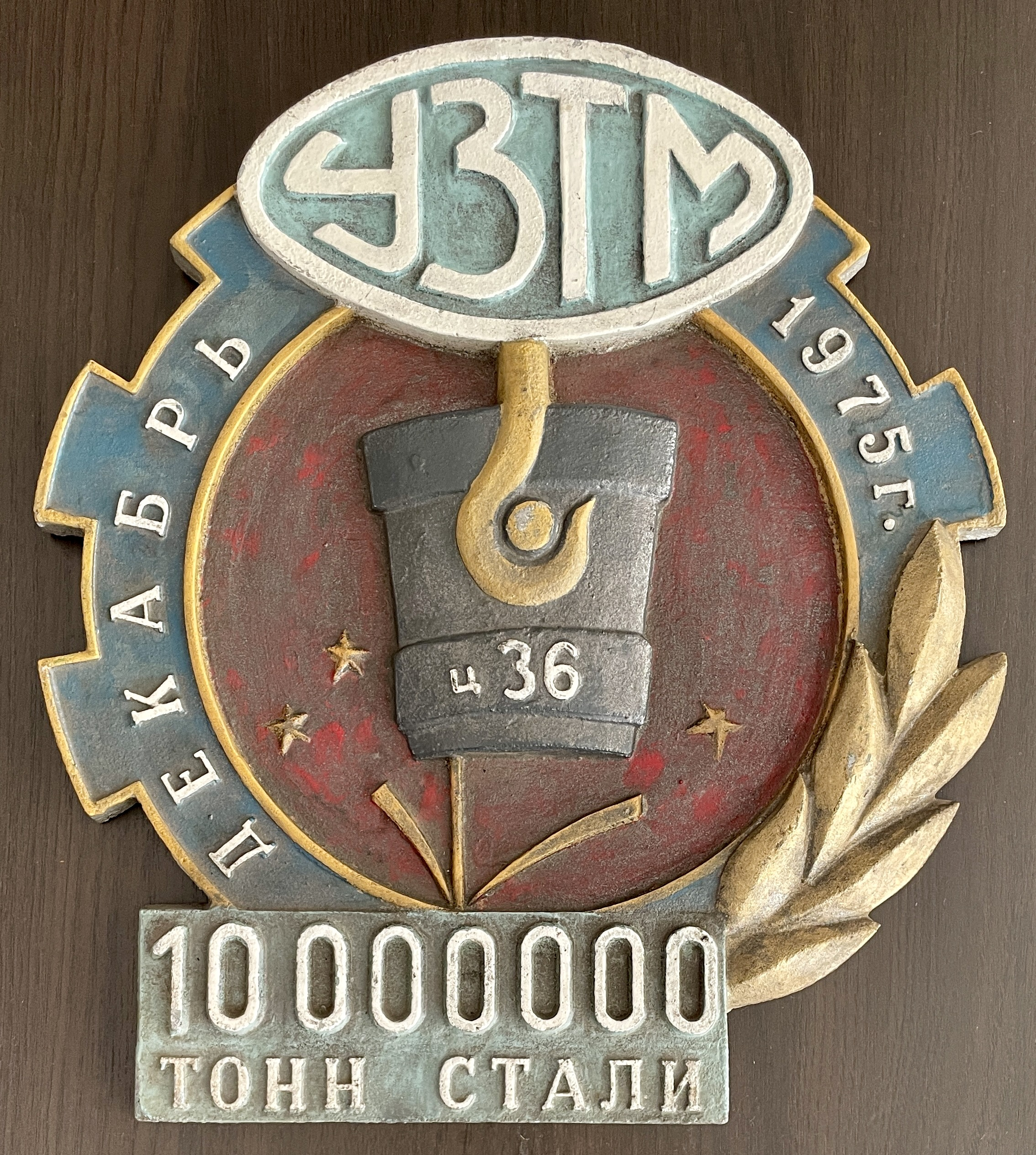
Памятный знак в честь разливки 10-миллионной тонны стали, 1975 год

В 1987 году завод выпустил максимальный объём механических изделий за всю свою историю — 336 тысяч тонн.
В период СССР УЗТМ носил имя С. Орджоникидзе.

### После 1991 года
С 1992 года УЗТМ был акционирован и в этом процессе разделён на несколько самостоятельных предприятий. В 1996 году ОАО «Уральский завод тяжёлого машиностроения» стало составной частью компании «Объединённые машиностроительные заводы». Численность работающих сократилась до 14 тыс. человек. Объём производства упал до 43 тыс. тонн.
В 2004 году в ходе реструктуризации активов и деятельности ОАО «Уралмашзавод» было выделено ЗАО «Уралмаш-буровое оборудование» (УрБО) (с сентября 2005 года — в составе ГК «Интегра»). Предприятие получило техническую, технологическую, конструкторскую и производственную базу по выпуску бурового оборудования, а также право на использование товарных знаков «Уралмаш» и «Uralmash» по долгосрочному лицензионному договору, действие которого заканчивается в 2010 году.
С февраля 2006 года ОМЗ-Уралмаш включал в себя 7 предприятий: «ОМЗ-Металлургия», «ОМЗ-Дробильноразмольное оборудование», ОАО «Уралмашзавод», «Уралмаш-Сервис», «ОМЗ-Сервис», «ОМЗ-Кран», ВНИИПМАШ.
В 2007 году в МК «Уралмаш» создан дивизион «Нефтегазовое буровое оборудование», восстановлен инжиниринг и производство полнокомплектных буровых установок.
В сентябре 2022 года на Заводе БКУ, филиале ООО «Уралмаш Нефтегазовое оборудование Холдинг» в Тюмени. была завершена постройка первой в России нефтегазовой буровой установки БК6000/400 ЛСП для работы на шельфе. Установка предназначена для монтирования на стационарной ледостойкой платформе в Мурманске на верфи-интеграторе и в дальнейшем для отправки по Северному морскому пути в Обскую губу в ЯНАО.
В 2014 году на Уралмаше трудились (в среднем) 3,2 тыс. человек, в 2015 году — 2,6 тыс. человек, в начале 2016 года — около 2,5 тыс. человек. Сокращение штата объясняли переводом сотрудников в дочерние предприятия.
В 2019 году выручка достигла впервые за много лет рекордного показателя — 10,8 млрд руб. В 2020 году прогнозируется объём выручки в 14 млрд руб.
В апреле 2022 года объявлен тендер на демонтаж объектов 4 блока. В сентябре 2022 года был снесён один из старейших цехов металлургического производства. В августе 2023 года были внесены изменения в генеральный план которые предусматривают отторжение 1,2 км² территории завода.
Прибыль компании по итогам 2021 года составила 260 млн рублей, 250 из которых были направлены на погашение убытков. В 2022 году прибыль составила 870 млн рублей, в 2023 году — 1,39 млрд рублей.

## Собственники и руководство

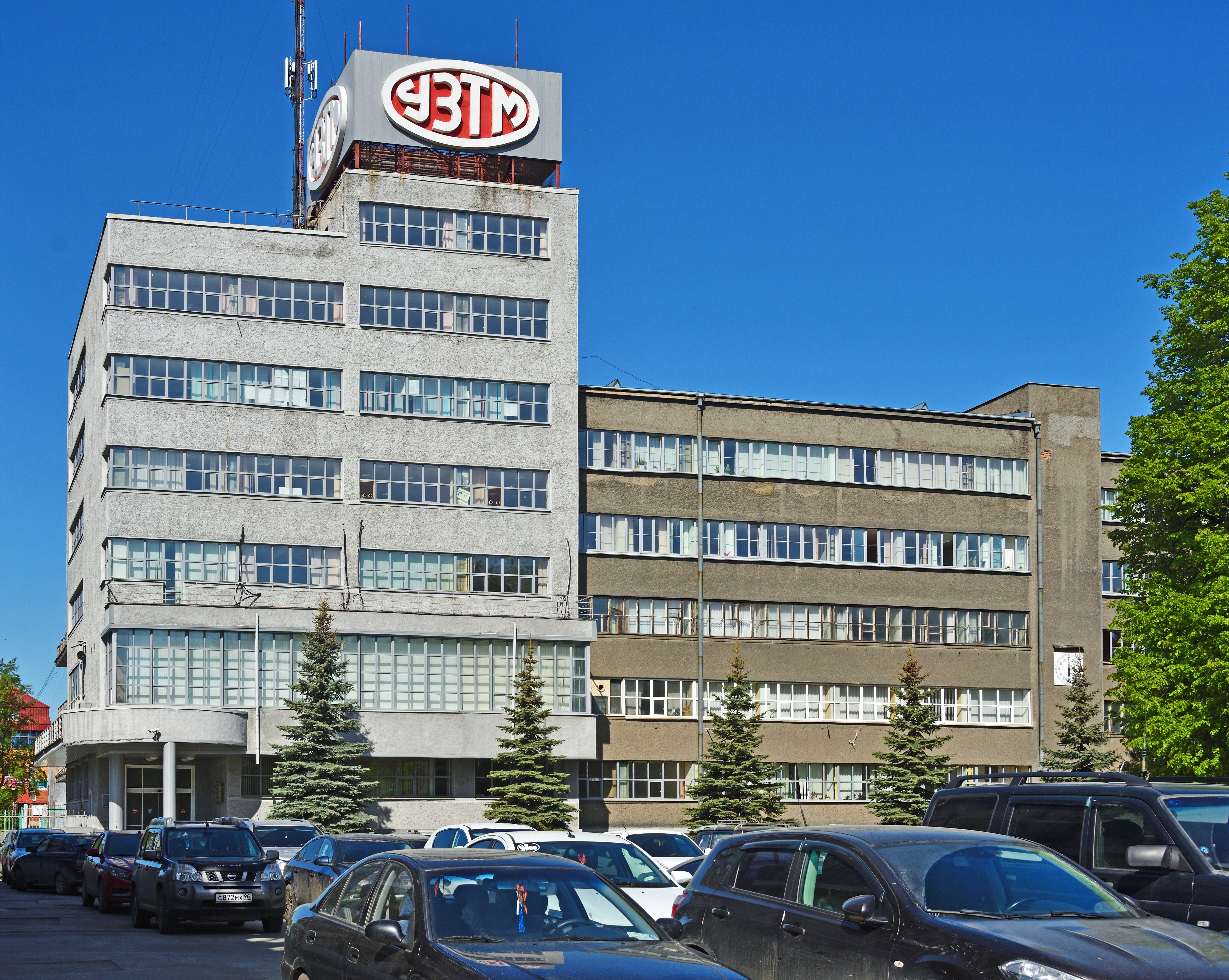
Заводоуправление УЗТМ

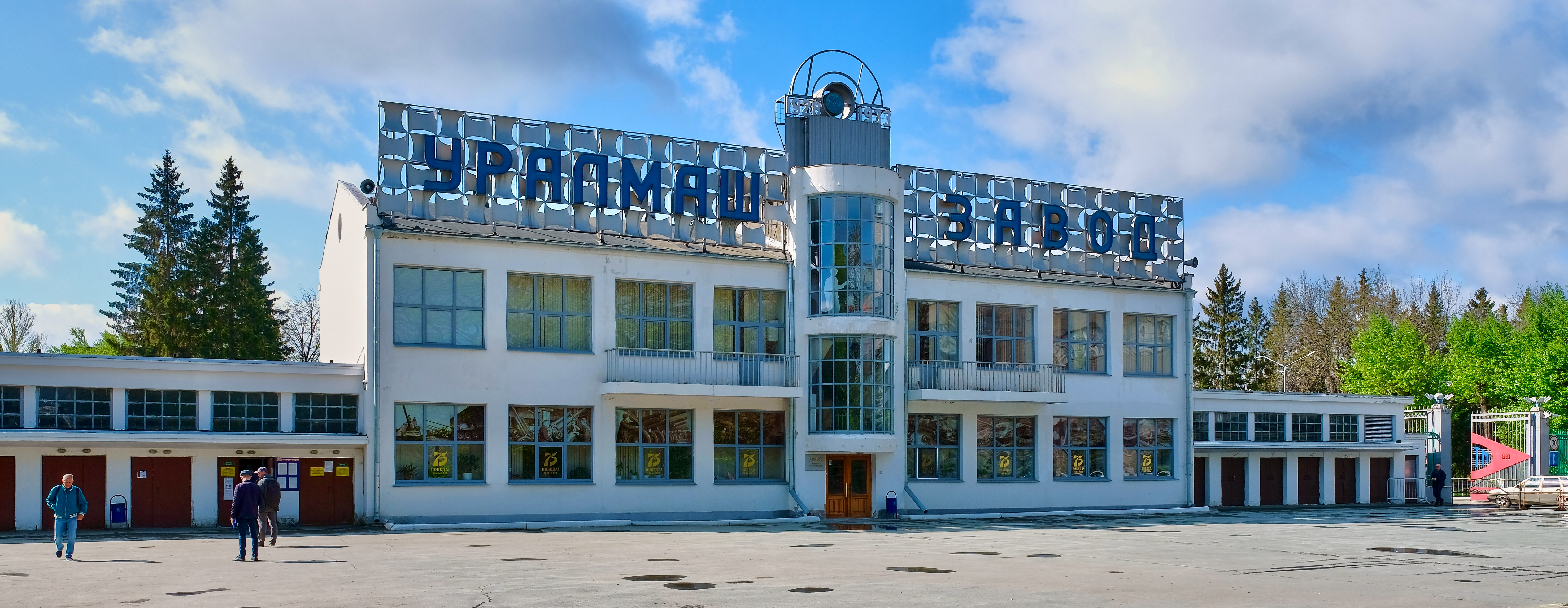
Центральная проходная, ныне — музей Истории УЗТМ

Виды промплощадки
В феврале 2007 года «Объединённые машиностроительные заводы» (ОМЗ) и УК «Металлоинвест» договорились о создании единого промышленного комплекса, объединяющего активы «Уралмаш» со стороны ОМЗ, и ОАО «ОРМЕТО-ЮУМЗ» со стороны «Металлоинвест». Доли в новой компании распределены между сторонами поровну (по 50 %). Учредители внесли в её уставной капитал контрольные пакеты акций «Уралмашзавода», «ОРМЕТО-ЮУМЗ» и денежные средства. В результате консолидации активов, расположенных на производственных площадках в Екатеринбурге и Орске, создана крупная машиностроительная корпорация, занимающая лидирующие позиции на рынке бурового, горного и металлургического оборудования стран СНГ.
С 2016 года Уралмашзавод вместе с петербургскими ООО «ИЗ-КАРТЭКС» и его филиалом «Литейное производство» входит в ООО «УК „УЗТМ-КАРТЭКС“» (подконтролен Газпромбанку), которое является единоличным исполнительным органом на предприятии.
В 2022 году контроль над 51 % группы УЗТМ-КАРТЭКС перешли АО «Энлиль Файненс», инвестиционный фонд «Газпромбанк — промышленные инвестиции» владеет 48,6 % акций.

## Руководители завода
Директор строительства:
- Банников, Александр Петрович (7 декабря 1926 года — 13 апреля 1932 года)

### Директора «Уралмашзавода»
- Старов, Пётр Григорьевич (1 апреля 1931[25] — декабрь 1932)
- Городнов, Иван Григорьевич (декабрь 1932 — июль 1933)
- Беленький, Иосиф Самойлович (июль — ноябрь 1933), застрелился
- Владимиров, Леонид Семёнович (декабрь 1933 — сентябрь 1937), репрессирован[26]
- Акопов, Степан Акопович (конец 1937 — январь 1939)
- Коробков, Николай Иванович (январь 1939 — 9.11.1939)
- Музруков, Борис Глебович (9.11.1939 — 3.12.1947)
- Самойлов, Сергей Иванович, и. о. директора (декабрь 1947 — март 1948)
- Чумичев, Николай Семёнович (9.3.1948 — 8.3.1951)
- Виноградов, Константин Константинович (8.3.1951 — 29.4.1954)
- Глебовский, Георгий Николаевич (22.7.1954 — 20.1.1958), погиб во время командировки в Москве
- Кротов, Виктор Васильевич (13.2.1958 — 4.6.1963)
- Малофеев, Павел Родионович (4.7.1963 — 7.10.1970)
- Рыжков, Николай Иванович (1970—1971)

### Генеральные директора ПО «Уралмаш»
- Рыжков, Николай Иванович (1971—1975)
- Кондратов, Юрий Николаевич (3.7.1975 — 1978)
- Варначёв, Евгений Андреевич (13.11.1978 — 5.8.1985)
- Строганов, Игорь Иванович (9.8.1985 — 17.11.1991), скоропостижно скончался
- Коровин, Виктор Викторович (13.3.1992 — 17.12.1999), директор завода с 7.2.1992, генеральный директор АО «Уралмаш» с 2.12.1992[27]

### Генеральные директора ОАО «Уралмашзавод»
- Белоненко, Олег Дмитриевич (1999—2000), убит[28]
- Бендукидзе, Каха Автандилович (2000—2003)[29][30]
- Воропаев Фёдор Анатольевич (2003—2005)
- Матвиенко Михаил Иванович (январь 2005 — декабрь 2005)[31]
- Васильев Борис Павлович (2005—2007)[32][33]
- Эфендиев Назим Тофикович (2007—2009)[34]
- Данченко Олег Иванович (2009—2012)[35]
- Салтанов Андрей Владимирович (2012—2013)[36]
- Шарапов Александр Юрьевич (2013—2015)

### Генеральные директора ПАО «Уралмашзавод»
- Кузнецов Андрей Леонидович (2015—2018)
- Смолин Сергей Юрьевич (2018—2019)

## Награды

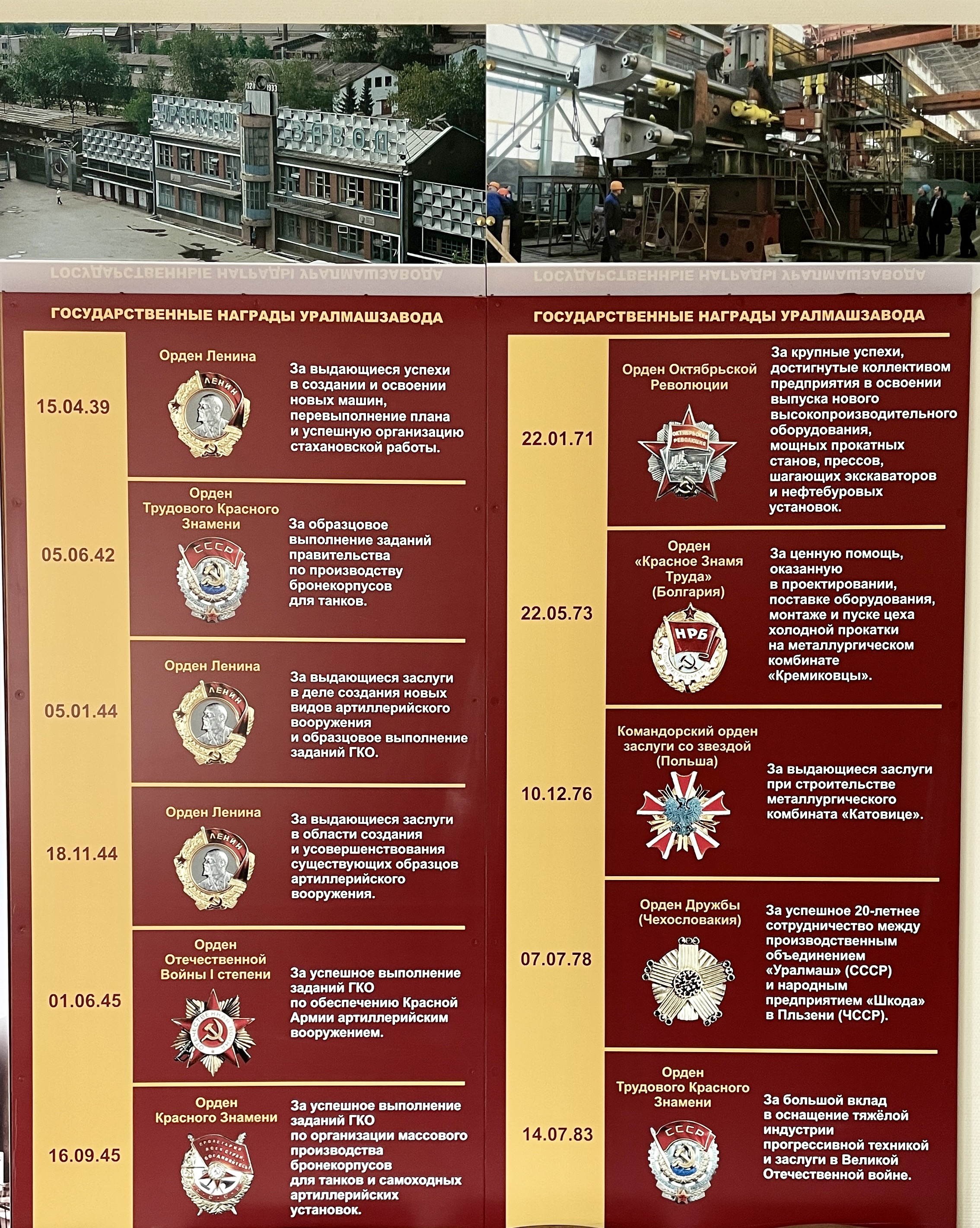
Награды завода

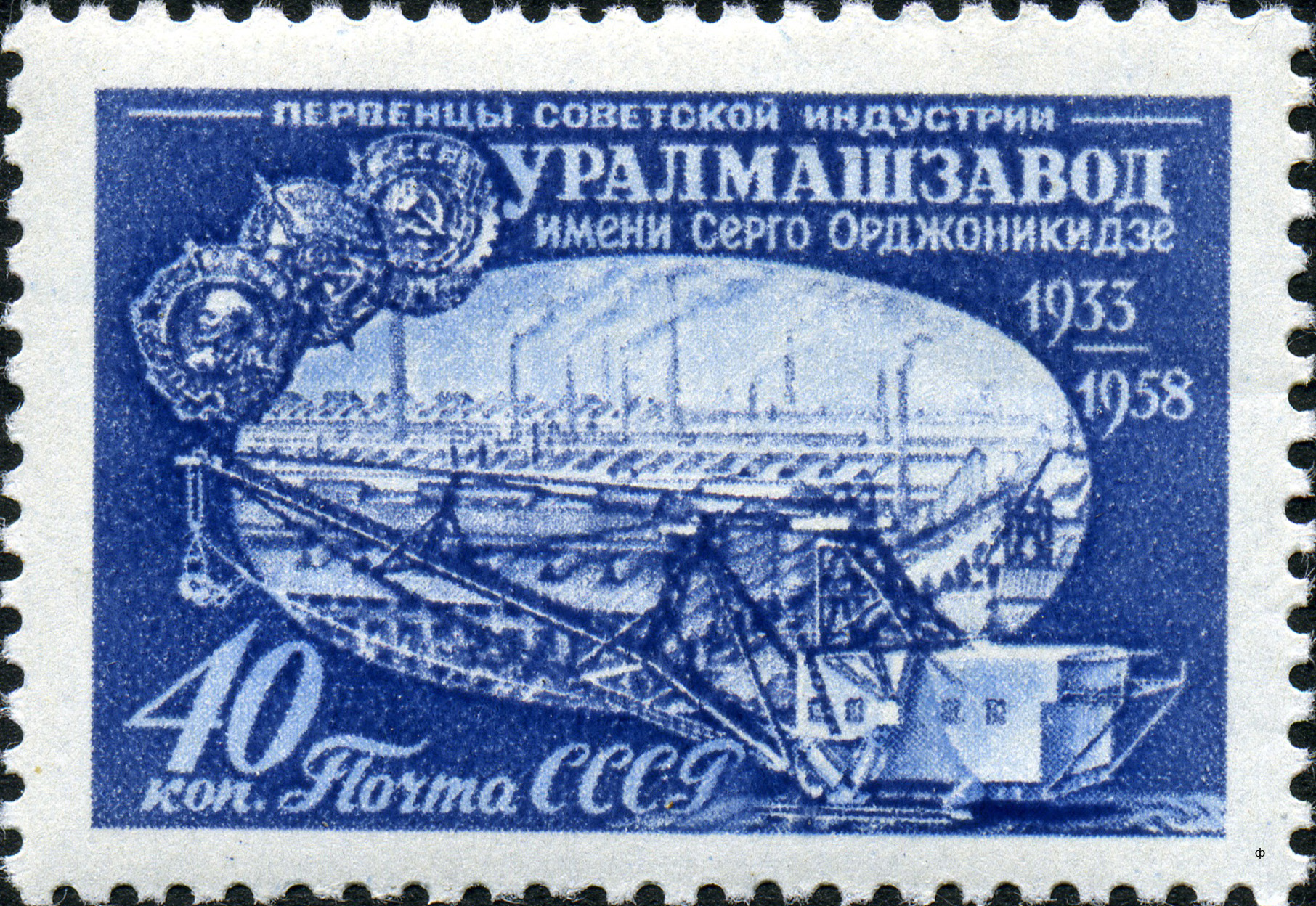
Почтовая марка СССР, 1958 год: Первенцы советской индустрии

- Орден Ленина (15.04.1939) — за выдающиеся успехи в создании и освоении новых машин, перевыполнение плана и успешную организацию стахановской работы.
- Орден Ленина (5.01.1944) — за выдающиеся заслуги в деле создания новых видов артиллерийского вооружения и образцовое выполнение заданий ГКО.
- Орден Ленина (18.11.1944) — за выдающиеся заслуги в области создания и усовершенствования существующих образцов артиллерийского вооружения.
- Орден Октябрьской революции (22.01.1971) — за крупные успехи, достигнутые коллективом предприятия в освоении выпуска нового высокопроизводительного оборудования, мощных прокатных станов, прессов, шагающих экскаваторов и нефте-буровых установок.
- Орден Красного Знамени (16.09.1945) — за успешное выполнение заданий ГКО по организации массового производства бронекорпусов для танков и самоходных артиллерийских установок.
- Орден Отечественной Войны I-й степени (21.06.1945) — за успешное выполнение заданий ГКО по обеспечению Красной Армии артиллерийским вооружением.
- Орден Трудового Красного Знамени (5.06.1942) — за образцовое выполнение заданий правительства по производству бронекорпусов для танков
- Орден Трудового Красного Знамени (14.07.1983) — за большой вклад в оснащение тяжёлой индустрии прогрессивной техникой и заслуги в Великой Отечественной войне.
- Орден «Красное Знамя Труда» (22.05.1973) — за ценную помощь, оказанную в проектировании, поставке оборудования, монтаже и пуске цеха холодной прокатки на металлургическом комбинате «Кремиковцы». (НРБ);.
- Командорский орден заслуги со звездой (10.12.1976) — за выдающиеся заслуги при строительстве металлургического комбината «Катовице» (ПНР);.
- Орден Дружбы (7.07.1978) — за успешное 20-летнее сотрудничество между производственным объединением «Уралмаш» (СССР) и народным предприятием «Шкода» в Пльзени (ЧССР);.

## Поддержка спортивных клубов
Долгое время имя завода носила ведущая футбольная команда Екатеринбурга — «Урал».

## Музей истории УЗТМ
В 1960-х годах по инициативе секретаря парткома И. И. Потапова и главного инженера завода Н. И. Рыжкова был организован музей трудовой и боевой славы Уралмашзавода. Под музей было отведено и реконструировано левое крыло Дворца культуры, располагавшегося в здании по адресу улица Культуры, 3. Первая экспозиция, составленная из воспоминаний первостроителей, их личных вещей, образцов продукции и фотографий сотрудника газеты «За тяжёлое машиностроение» Ф. Рыбакова, была открыта 5 ноября 1967 года. Фонды музея насчитывают тысячи фотографий и сотни киноплёнок, посвящённых истории УЗТМ.
В советские годы в залах музея устраивали торжественные мероприятия — воинскую присягу, выдачу комсомольских билетов, а также приём в пионеры.
В 2013 году музей переехал в реконструированное здание центральной проходной завода на площади Первой пятилетки.

Экспозиции музея
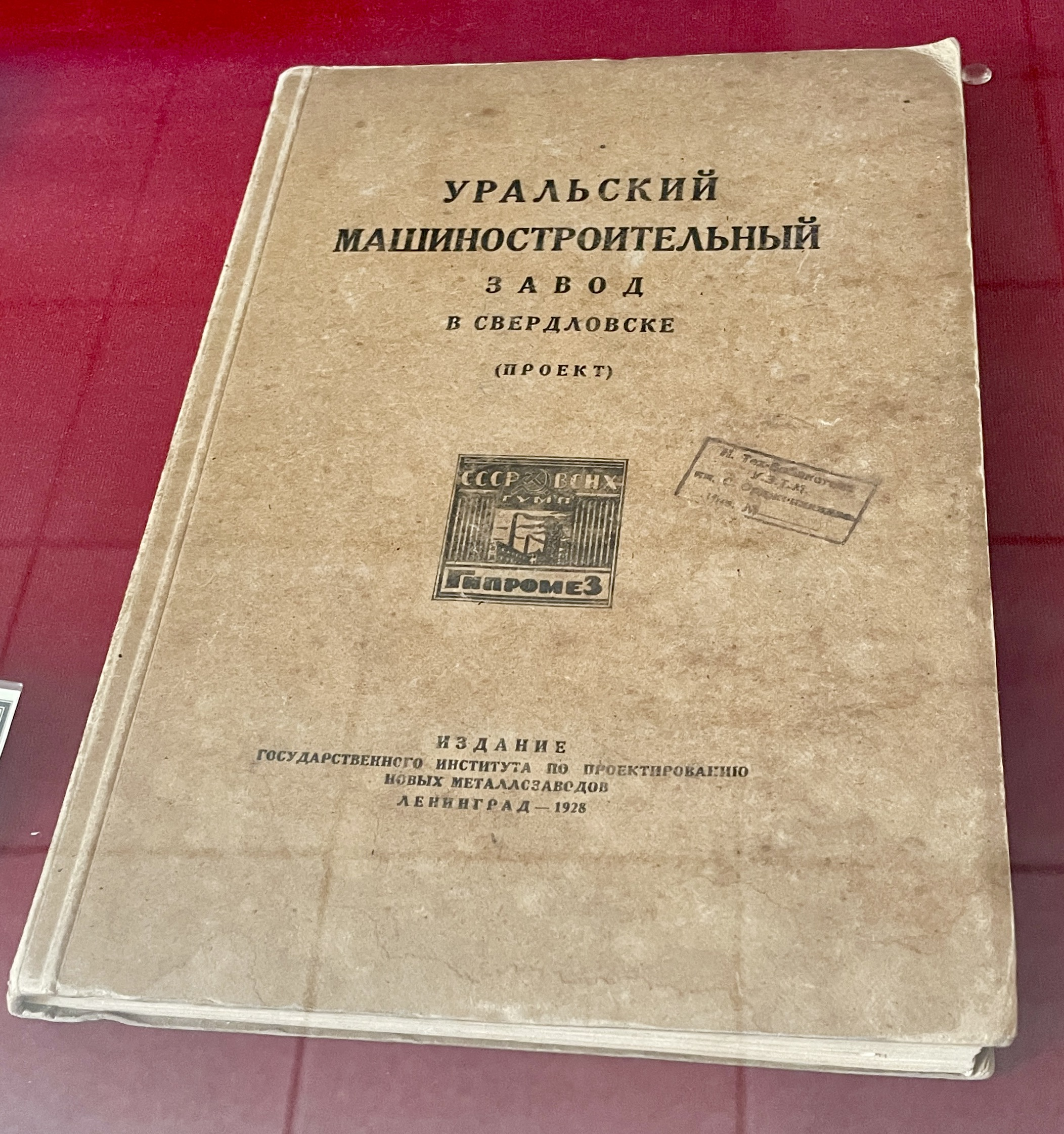
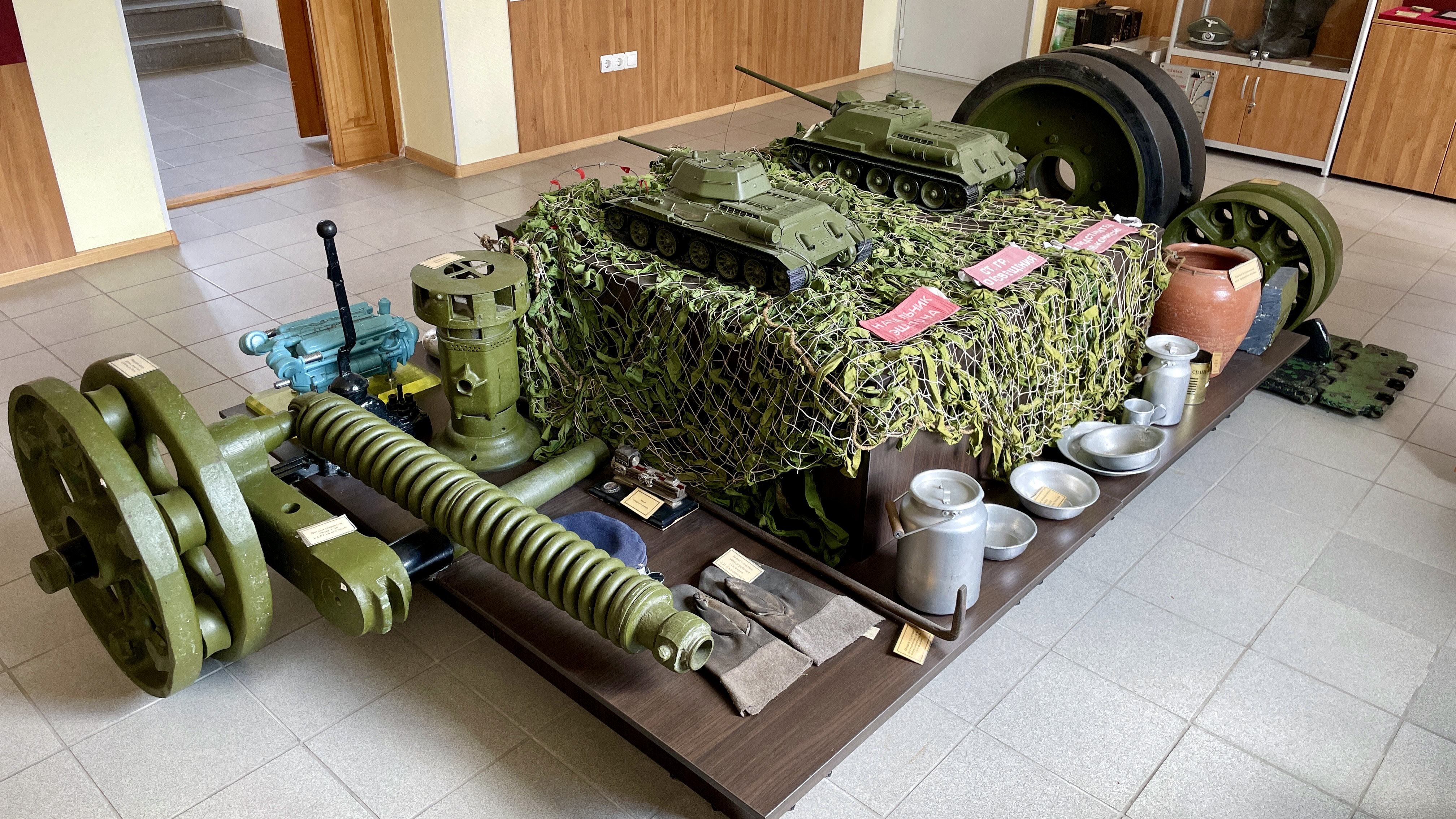
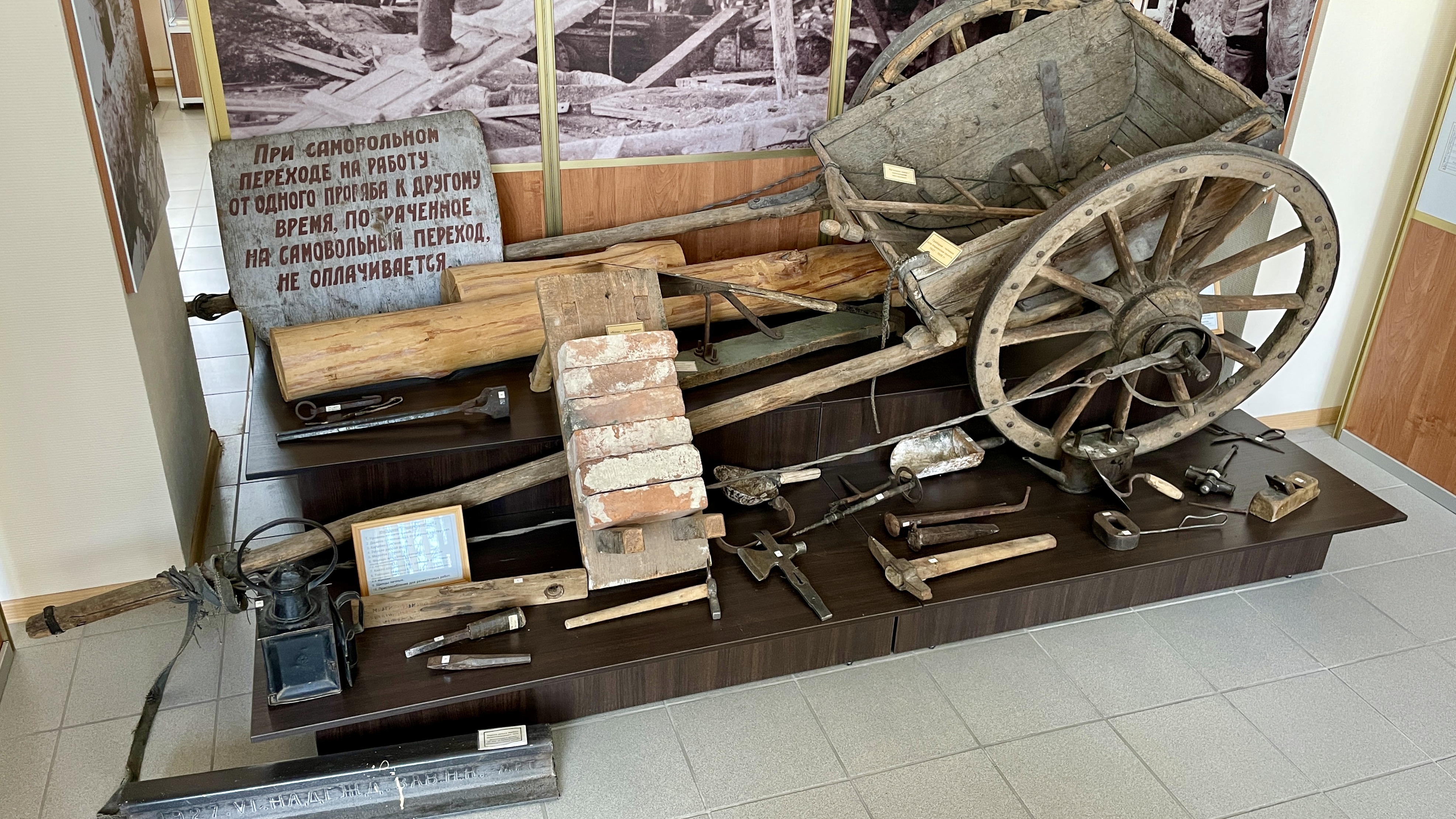
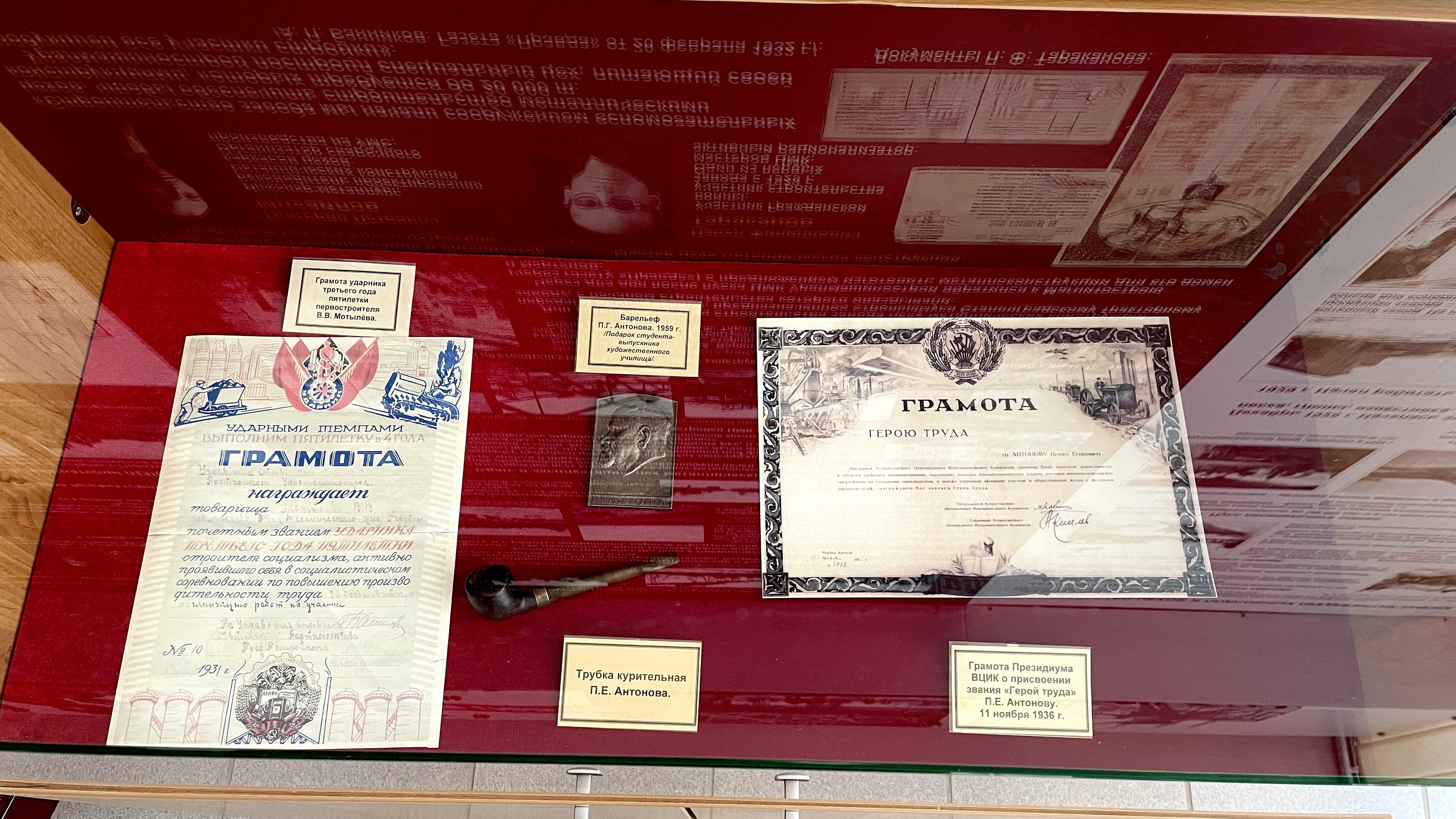
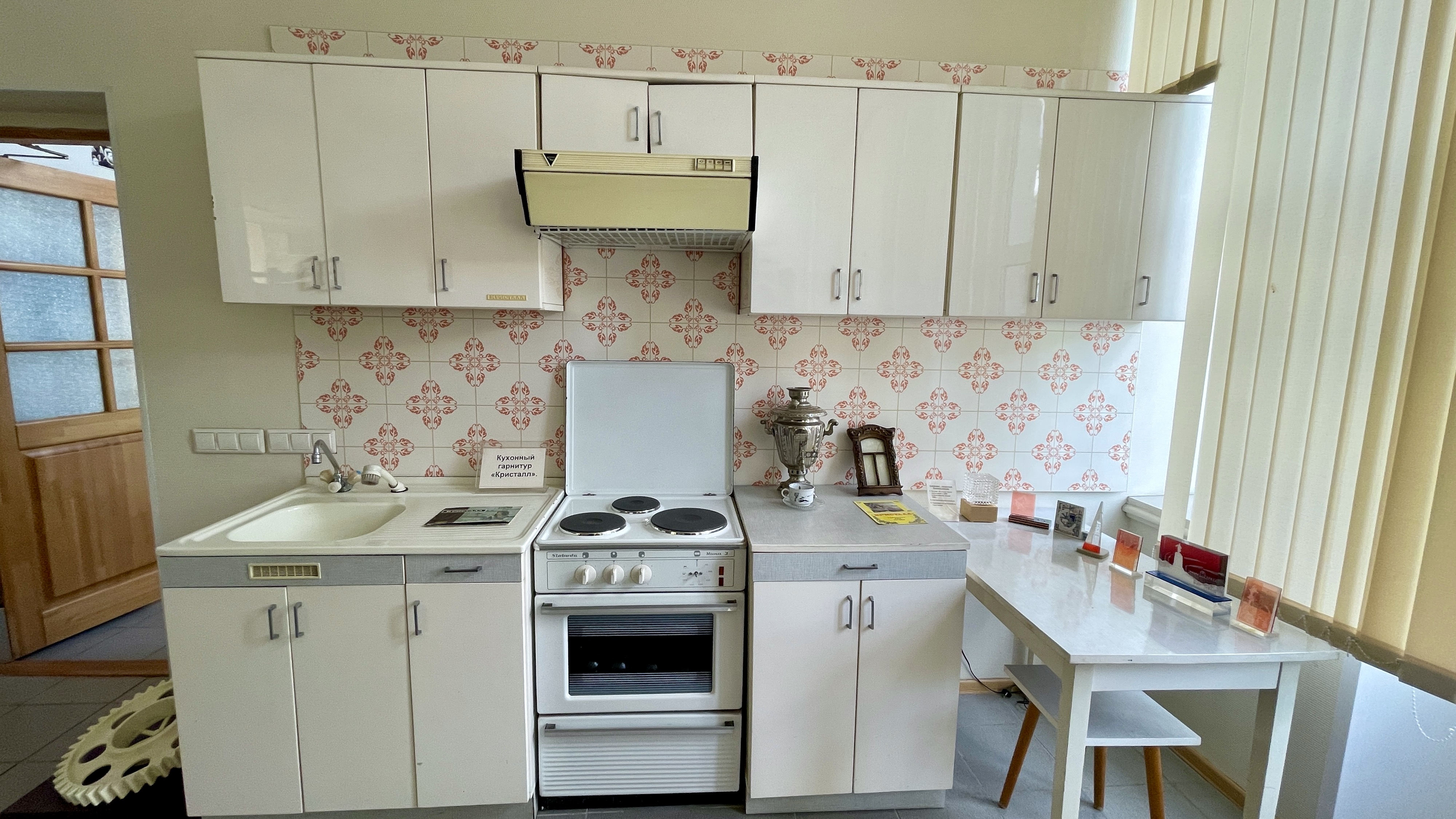
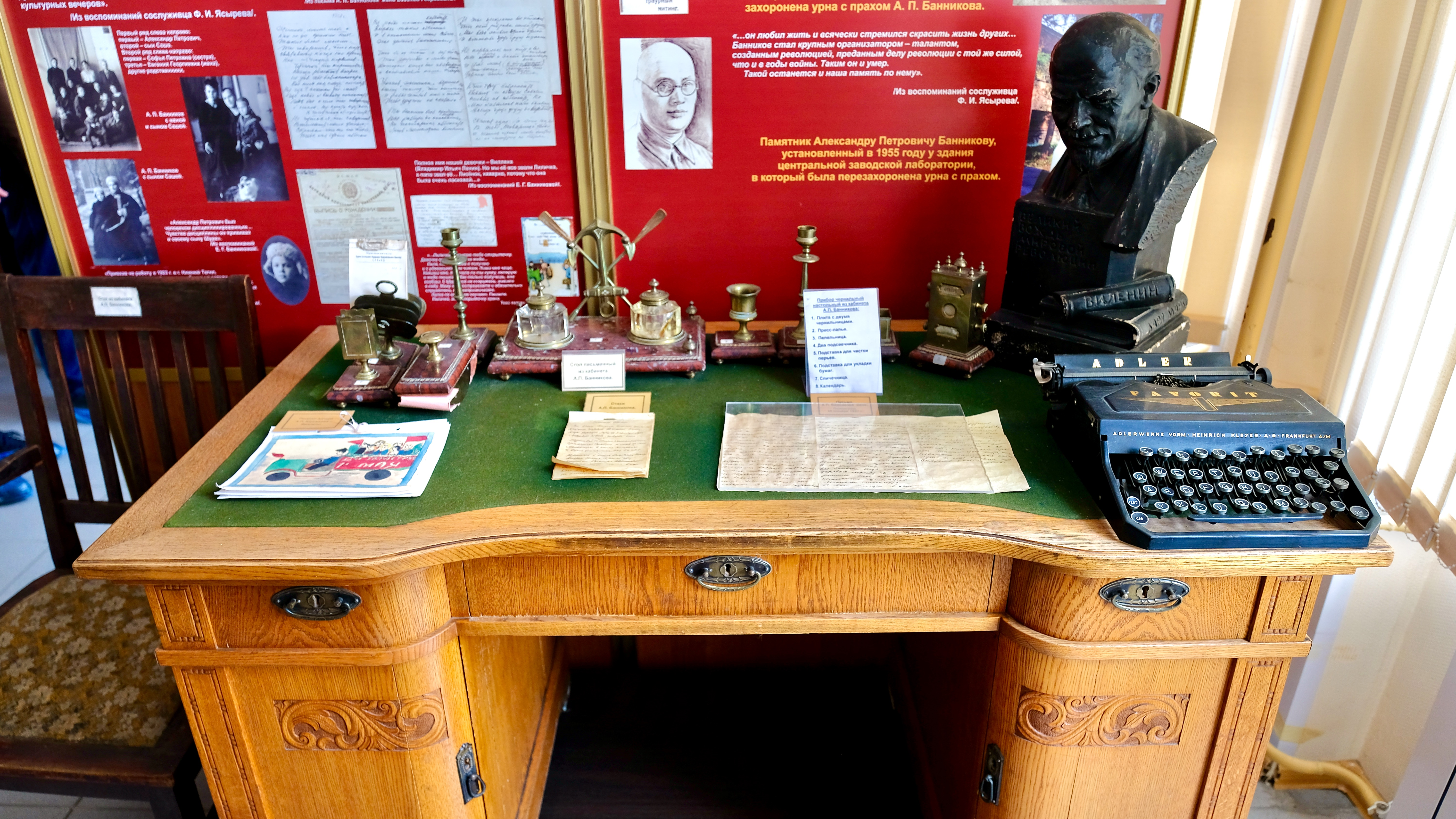
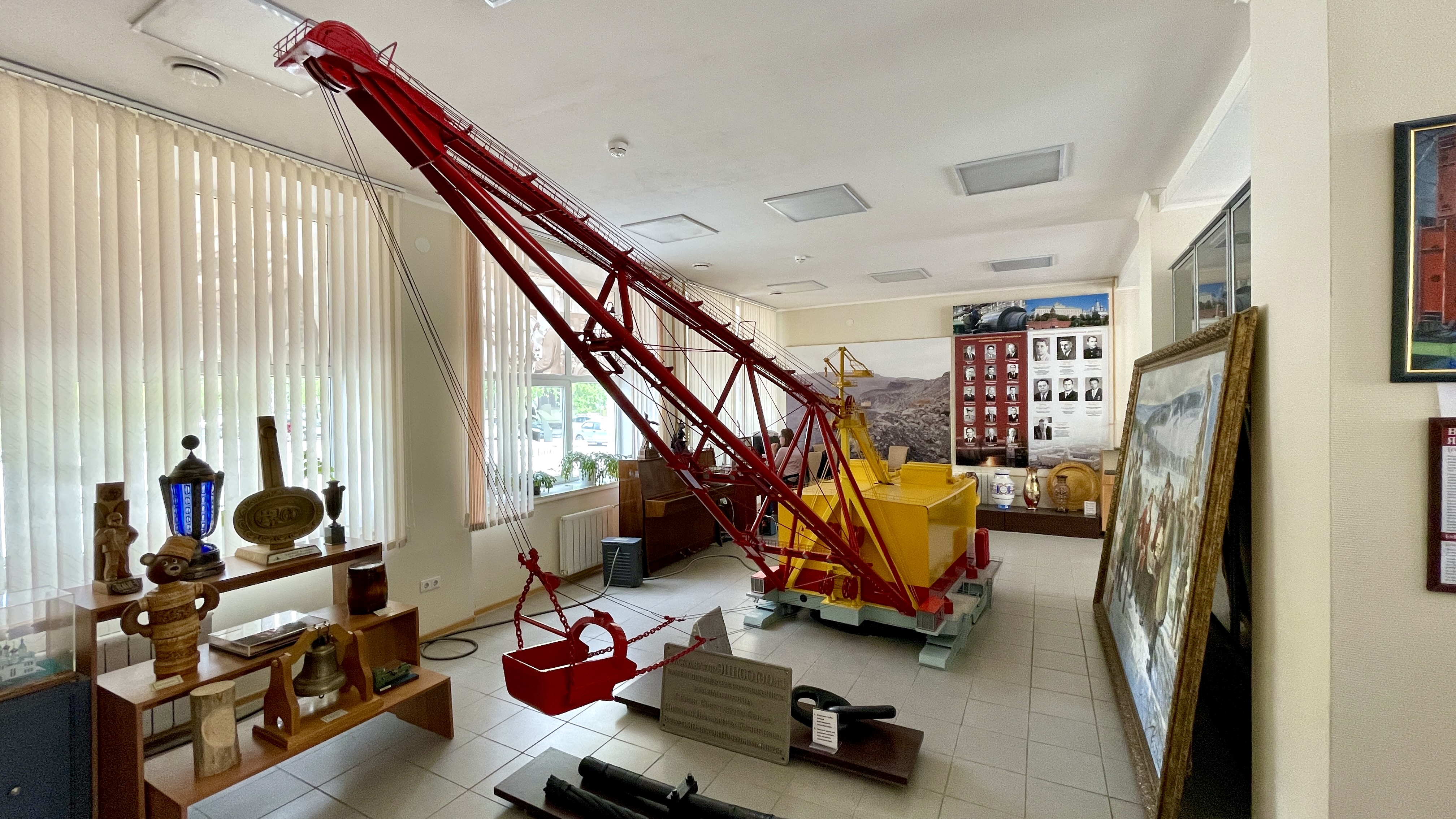
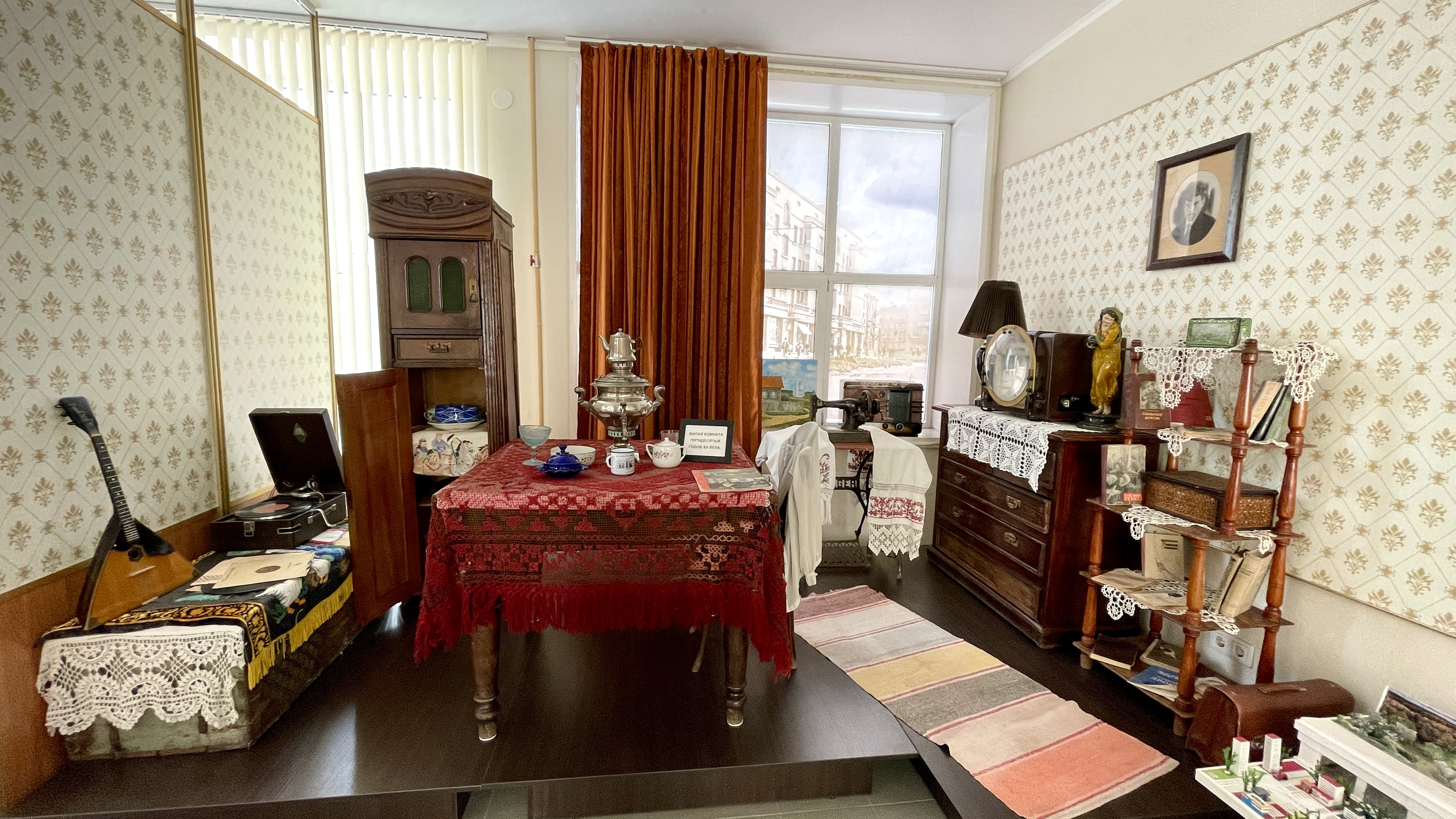
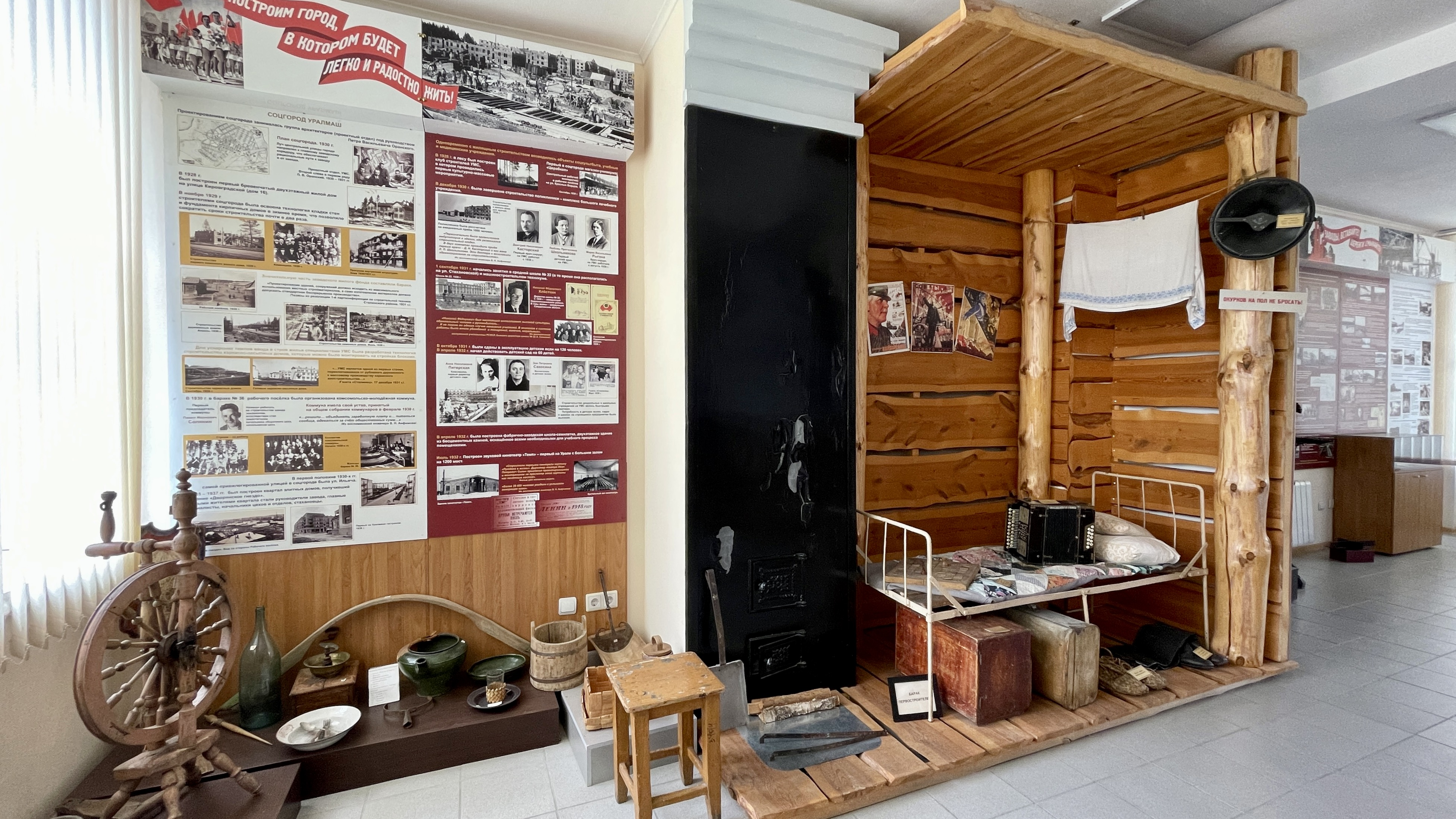